# صفحه‌خوان

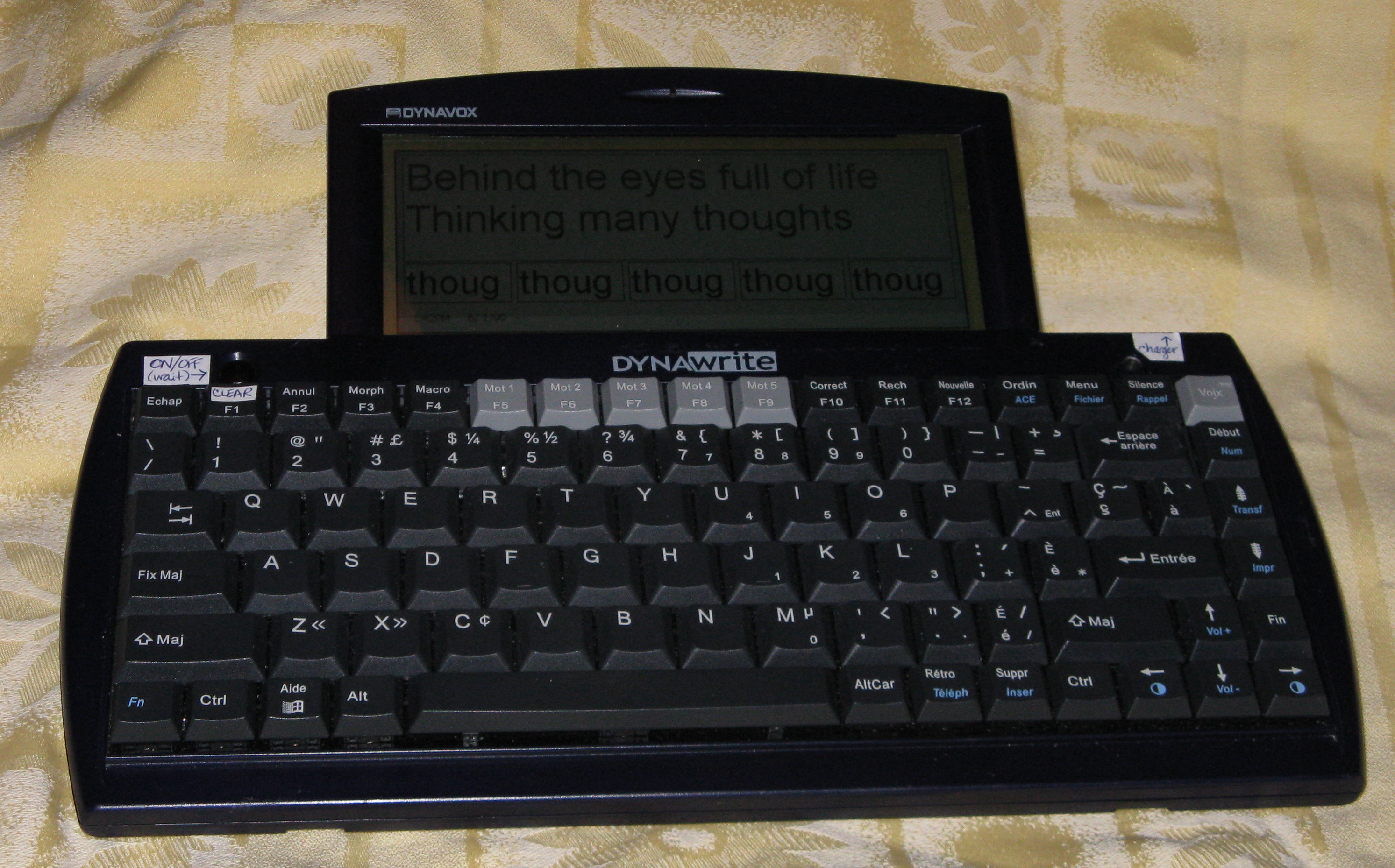
صفحه خوان

صفحه خوان یک نرم‌افزار کاربردی است که آنچه را که در صفحه نمایش (یا به طور دقیق تر خروجی استاندارد) نشان داده می‌شود تشخیص داده و به صورت دیگر (مثلاً صوتی یا به خط بریل) تبدیل می‌کند. این فناوری برای افراد نابینا، بیسواد، ناتوان در یادگیری و افرادی که در بینایی مشکل دارند معمولاً با وسایل کمکی دیگر توأماً به‌کار می‌رود.